# Łuk Triumfalny w Barcelonie

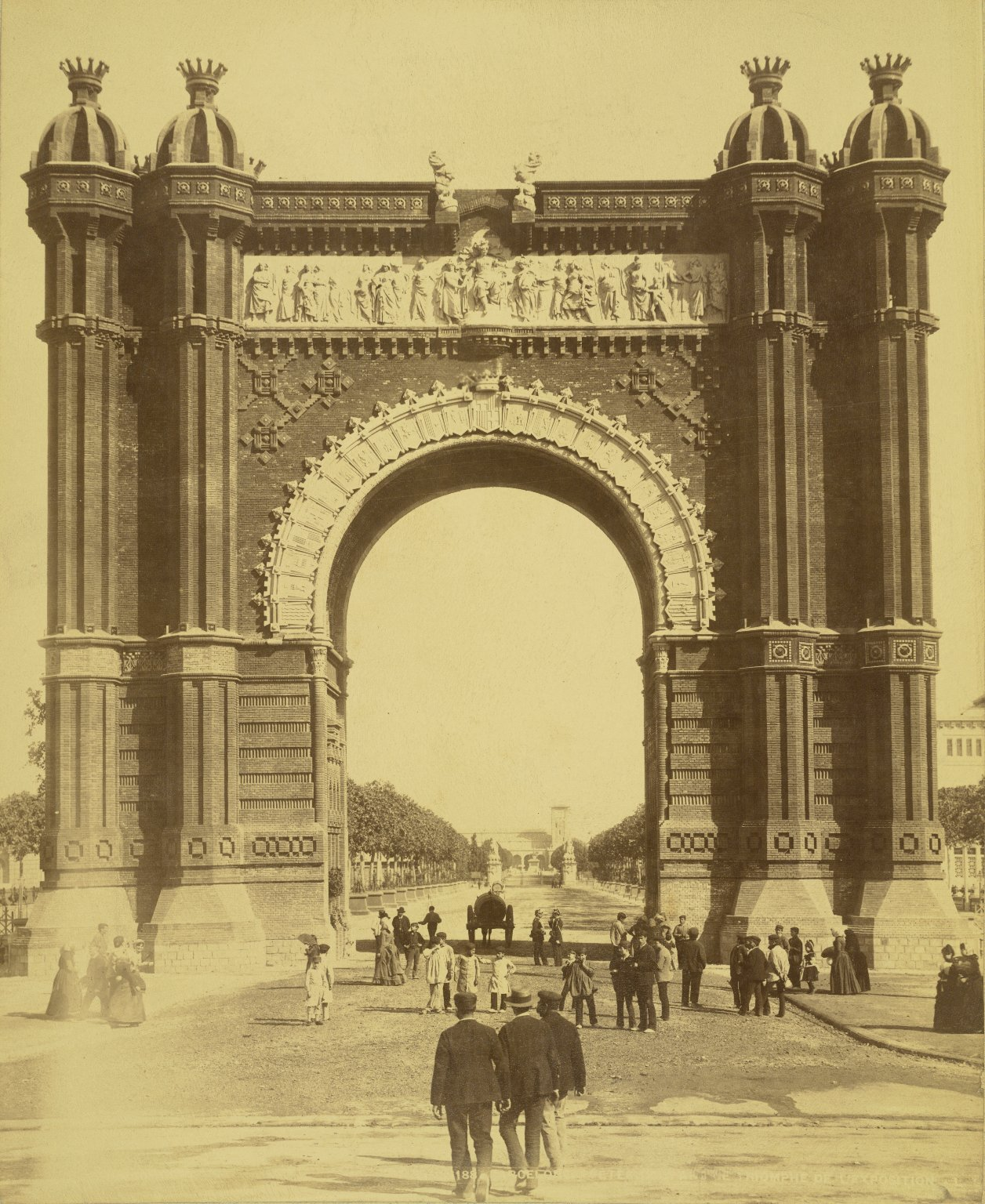
Łuk w roku zbudowania

Łuk Triumfalny (kat. Arc de Triomf) – obiekt, położony w centralnej części Barcelony, na rozpoczęciu Passeig de Lluís Companys i zakończeniu Passeig de Sant Joan.
Łuk triumfalny został zaprojektowany przez Josepa Vilasecę i Casanovasa i zbudowany w 1888 z okazji wystawy światowej, która wtedy została zorganizowana w Barcelonie. 
Wysokość łuku wynosi 30 metrów. 